# ShEx
 Shape Expressions (ShEx)  é uma linguagem computacional para validar e descrever RDF. 
Ela foi proposta no 2012 RDF Validation Workshop  como uma linguagem de alto nível para validação RDF. 
As formas podem ser definidas em uma sintaxe compacta e amigável chamada ShExC ou usando qualquer formato de serialização RDF como JSON-LD ou Turtle. 
Expressões ShEx podem ser usadas tanto para descrever RDF quanto para verificar automaticamente a conformidade de dados RDF. A sintaxe de ShEx é semelhante a Turtle e SPARQL, enquanto a semântica é inspirada em linguagens de expressão regular como RelaxNG . 

## Exemplo
```
PREFIX
 
:
    
<http://example.org/>

PREFIX
 
schema
:
 
<http://schema.org/>

PREFIX
 
xsd
:
 
<http://www.w3.org/2001/XMLSchema#>

:
Person
 
{

 
schema
:
name
 
xsd
:
string
  
;

 
schema
:
knows
 
@
:
Person
  
*
 
;

}

```

 O exemplo anterior declara que, para que nós conformem com a forma Person, eles devem possuir uma propriedade schema:name com um valor correspondente a uma string e possuir zero ou mais propriedades schema:knows cujo valores devem conformar à forma Person. 

## Implementações
- shex.js : JavaScript
- shaclex : biblioteca Scala com suporte para Jena (framework) e RDF4J
- PyShEx : Python
- shexjava : Java
- Ruby ShEx : Ruby
- ShEx.ex : Elixir

## Demonstrações online
- ShExSimple : demonstração online baseada em shex.js
- rdfshape : demonstração online baseada em shaclex